# 李琢庵
李琢庵（1894年—1964年11月16日），云南大理人，中国近代企业家。第一届全国人大代表。

## 生平
李琢庵之父李月初本姓张，原籍四川盐边，在大理厘金局任职，李琢庵在六个兄弟中排行第四，幼年读过私塾，16岁入下关商会当录事。1924年辞职经商，在下关开办永庆隆百货店。1927年到昆明与人合伙创办天成祥商号，1931年独资经营成记商号。1936年与喜洲杨显成合办成昌号，总号设汉口，在上海、宜宾、昆明、下关、香港设分号。1945年6月投资云南木棉公司，任协理。1947年与人合办暹缅木材贸易公司，任董事长兼总经理。李琢庵还投资过云南工矿银行、汇利、广大商行、万新棉布号等，在工商界颇有影响。
李琢庵于1940年当选昆明市商会第三届候补执委，后任执委、常委，1946年任昆明市商会第四届（下期）理事长；还担任过红十字会昆明分会常务理事、昆明慈善会理事、昆明养济院理事、云南人民自由保障委员会常务执行委员；又因捐助私立求实中学、黔灵中学、启文小学，被推为校董。李琢庵在1942年资助西南联大教授李公朴开办北门书屋出售进步书籍，1948年7月在要求卢汉释放进步学生的联名信上签过字。
中华人民共和国成立后，其木棉公司由政府接管，其他投资也先后收束，其资金转投公私合营昆明进出口公司、昆明投资公司。
1950年1月任昆明市商业联合总会（昆明市商会改组而来）监察委员，年底任昆明市工商业联合会筹备委员会主委；1952年任中华全国工商业联合会筹委会常委，次年全国工商联成立并任常委；1953年任云南省工商联主委。
1949年12月后，先后担任云南人民拥政会常务干事、云南临时军政委员会财政经济委员会委员、昆明抗美援朝分会主席。
1942年，李琢庵加入国民党。1951年加入中国民主建国会，任民建第一届中央委员，参与筹备昆明市委，1954年民建昆明市委成立后任副主任。1954年任云南省政协副主席，云南省人民政府委员。
1957年10月，被错划为右派。1964年11月16日，患胃癌在市人民医院去世，终年70岁。1979年，错划的右派得到纠正。